# Muda (Repubblica di Venezia)

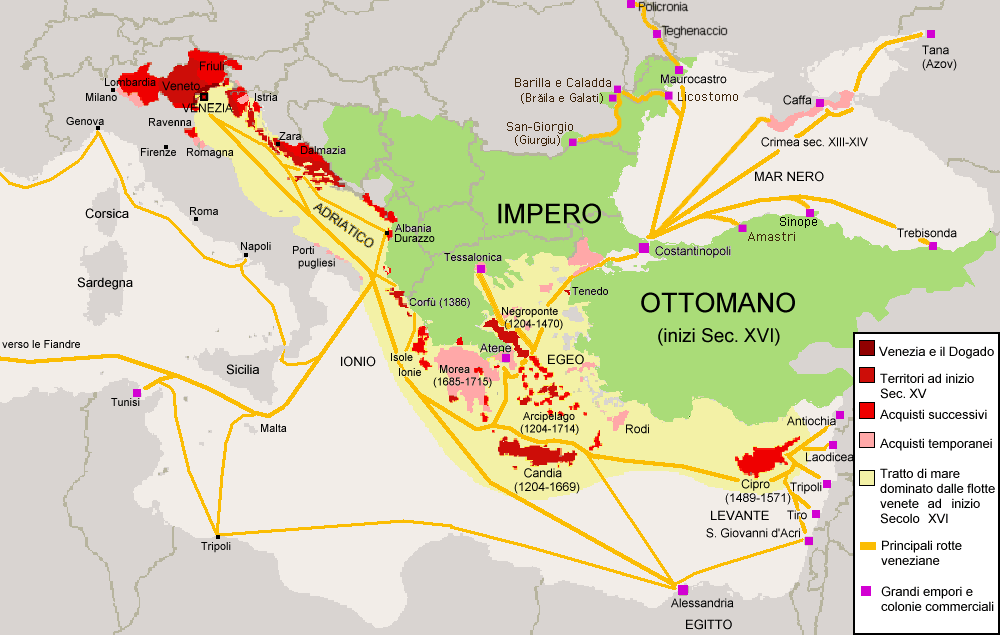
La rete commerciale e i territori della Repubblica di Venezia.

Le mude erano le spedizioni commerciali della Repubblica di Venezia, condotte annualmente da convogli navali che venivano organizzati dallo Stato e subappaltati alle compagnie mercantili private. Il sistema delle mude operò ininterrottamente tra il 1315 e il 1533.
Le mude si distinguevano dalle imprese mercantili completamente private per il fatto di essere costituite da galee "da merchado" ed essere guidate da un comandante, il Capitano, nominato dal Senato, di cui rappresentava ufficialmente gli interessi nei mercati di destinazione. Le mude prendevano il nome dalle principali regioni nelle quali operavano (Muda di Siria, Muda d'Egitto, etc.) e il termine stesso (muda, cioè muta) traeva spunto dalla loro periodicità (gli arrivi e le partenze avvenivano in determinati periodi dell'anno), simile a quella degli uccelli migratori.

## Storia

### Le origini
Dalla nascita di Venezia fino agli inizi del XIII secolo la potenza commerciale veneziana era gestita esclusivamente da privati, tra i quali spiccava il patriziato veneziano che oltre al commercio era anche dedito alla gestione della cosa pubblica. Con l'evoluzione delle conoscenze nautiche e commerciali, i membri del patriziato nel corso dell'XI secolo costituirono le prime società mercantili, inizialmente composte da membri della stessa famiglia, motivo per cui erano anche dette unioni di fratelli, si trattava di compagnie composte da un numero variabile di soci in cui il capitale era suddiviso equamente e dove i profitti dei partecipanti erano proporzionali all'utile generato della spedizione finanziata.
Per fronteggiare la sempre maggiore concorrenza genovese nel 1238 lo Stato decise di intervenire direttamente nei rapporti commerciali tra i mercanti diretti ad Alessandria imponendo loro di costituire una società dedita all'esportazione di pepe e cotone. Da questo primo intervento statale nel corso del secolo ne seguirono degli altri, nel 1290 per la prima volta lo stato finanziò la costruzione di dieci galee mercantili dirette verso l'Impero bizantino. In seguito alla prima gestione diretta di una galea nel 1294 lo Stato iniziò a proporre al patriziato veneto un nuovo tipo di contratto, la maona. Sviluppata soprattutto nella Repubblica di Genova, la maona era una società finanziaria con amministrazione privata sotto la garanzia dello Stato che si impegnava ad offrire le imbarcazioni ai privati. La gestione delle maone fu progressivamente migliorata e modificata andando così a formare quello che nel XIV secolo sarà il sistema delle mude.

### La fine del sistema
Il sistema entrò in crisi sul finire del Quattrocento, coi viaggi di Vasco de Gama che, aprendo la via alla circumnavigazione del continente africano, permisero ai Portoghesi di intercettare a monte i preziosi prodotti asiatici, direttamente in India e sud Arabia, prosciugando progressivamente i mercati egiziani e siriani. Contemporaneamente, la scomparsa di Bisanzio e la comparsa sulla scena dell'aggressivo Impero ottomano ponevano una seria minaccia alla stessa sopravvivenza delle colonie veneziane in Oriente.
Per cercare di sostenere il secolare sistema il Senato prese a garantire congrui finanziamenti a fondo perduto che potevano raggiungere le diverse migliaia di ducati per incentivare la partecipazione dei privati, ma i viaggi di Colombo, la scoperta dell'America e l'apertura delle rotte attraverso l'Atlantico che riportavano in Europa nuovi ed ancor più esotici prodotti, oltre ad arricchire immensamente con l'oro americano i nuovi rivali commerciali di Venezia, Spagna e Portogallo in primis, costrinsero negli anni venti del Cinquecento a sospendere i viaggi di iniziativa pubblica.

## Istituzioni

### Savi agli Ordini
L'organizzazione delle mude era affidata ai cinque Savi agli Ordini che avevano il compito di redigere il regolamento del viaggio di ogni muda, tenendo in considerazione le norme promulgate nel 1255 dal doge Ranieri Zeno e modificate fino al 1343. L'elezione dei cinque Savi agli Ordini fu stabilita dal Maggior Consiglio con decreto datato 8 marzo 1321 e i cinque savi assunsero questo nome in quanto le regole della navigazione dei convogli erano per l'appunto definite ordini. I Savi agli ordini furono aggregati al Senato nel 1442. Il Senato ogni sei mesi eleggeva alternativamente due o tre savi, che a differenza degli altri membri del Collegio dei Savi non dovevano essere necessariamente membri del Senato.

## Sistema delle mude

### L'organizzazione
Le mude erano organizzate dalla Repubblica solitamente con cadenza annuale, il governo metteva a disposizione le proprie navi (solitamente tra 2 e 5 galee per viaggio) e le subappaltava alle compagnie mercantili di privati attraverso un'asta pubblica (l'incanto). L'asta era convocata e regolata dal Senato, che approvava allo stesso tempo il regolamento che gli appaltatori avrebbero dovuto rispettare nel corso del viaggio. La maggior parte di queste regole veniva discussa direttamente con i privati come ad esempio il giorno di partenza, la durata degli scali, la rotta da seguire, l'equipaggio da ingaggiare, il tipo e la quantità di merci da caricare e il numero di galee adatte al viaggio. Una volta approvate le offerte, i privati a capo dei consorzi erano nominati patron delle galee e potevano usufruire di tutti i vantaggi offerti dal sistema delle mude. La muda offriva per i due mesi successiva dalla partenza il completo monopolio della merce che su quella rotta si era concordato di trasportare e i noli (un'imposta nel 2-3% sulla merce trasportata), erano dimezzati.
A capo dell'intero convoglio era nominato dal Senato un Capitano accompagnato da uno scrivano anch'esso di nomina pubblica e da un Ammiraglio, responsabile delle questioni inerenti alla navigazione. Il Capitano era il rappresentante dello Stato e aveva il compito di sorvegliare l'applicazione delle regole imposte dal Senato a tutte le navi. In qualità di funzionario pubblico, inoltre, il Capitano aveva l'onere e l'onore di raccogliere e riportare tutti i fatti salienti e le informazioni di cui fosse venuto a conoscenza durante il viaggio, per poi farne pronta relazione al Senato al rientro a Venezia.
Ogni singolo patrono doveva obbligatoriamente partecipare di persona al viaggio e occuparsi di affittare in carati lo spazio della propria galea a vari mercanti. Per ragioni logiche ed economiche, i commercianti privilegiati erano gli stessi che avevano appoggiato e finanziato l'elezione del patrono stesso. I mercanti che caricavano proprie merci a bordo non sempre le seguivano ma davano delega ai patroni stessi di venderle in determinati porti ed a determinati prezzi. Un altro importante compito dei patroni era quello di reclutare l'equipaggio per la propria galera quali rematori, balestrieri, il medico di bordo, ufficiali (cioè l' homo de conzeio, il navigatore, e il Paron zurado, ufficiale di coperta), e pagarne il relativo salario. Nella muda delle Fiandre del 1468 il patron della galea Giovanni Foscari scrive all'inizio del suo libro di viaggio:
(Giovanni Foscari, Viaggio di Fiandra)

### La funzione
Analogamente ai fondachi e alle associazioni di mercanti le mude furono concepite per rendere il sistema commerciale veneziano più efficiente e redditizio.
Il sistema delle Mude funzionava attraverso due circoli chiusi, uno per l'Oriente e l'altro per l'Occidente, con perno nel mercato realtino, dove si incontravano domanda e offerta e dove si stabilivano i prezzi:
- Venezia raccoglieva le materie prime (argento delle miniere alpine e tedesche e legname) provenienti dall'entroterra e, assieme ad armi e tessuti lavorati prodotti in città, le inviava alla volta del Mediterraneo Orientale;
- qui, in Medio Oriente i mercanti veneziani scambiavano tali merci con le preziose spezie, l'incenso, i profumi, le sete e il cotone, tutti provenienti dall'Asia attraverso la Via della seta, la Via dell'incenso, e le rotte marittime nell'Oceano Indiano, controllate da Bizantini e Arabi: i prodotti acquistati nei mercati levantini venivano quindi caricati sulle galee e portati in patria;
- una volta giunte a Venezia, le preziose merci esotiche venivano inviate ai mercati Occidentali per via di terra, oppure via mare;
- le mude inviate in Occidente, in particolare, trasportavano principalmente spezie e cotone nei mercati inglesi e nelle Fiandre, dove erano scambiati con tessuti grezzi quali pannilana inglesi e tessuti fiamminghi, da riportare a Venezia per finirne la lavorazione: in aggiunta a ciò, i viaggi nel Mediterraneo Occidentale servivano per scambiare i panni principalmente con l'oro proveniente dall'entroterra africano, materiale necessario per coniare il ducato veneziano.

## Mude di Ponente

### Muda delle Fiandre
La muda delle Fiandre fu creata per incrementare e stabilizzare i rapporti commerciali che intercorrevano tra Venezia e le città portuali inglesi e fiamminghe. Una volta salpata da Venezia la muda faceva scalo in alcune delle maggiori città portuali adriatiche e siciliane per poi proseguire verso la penisola iberica facendo tappa a Palma di Maiorca per poi fermarsi a Cadice, una delle maggiori città portuali Regno di Castiglia e León. Salpato da Cadice il convoglio si dirigeva verso Lisbona, capitale del Regno di Portogallo e da lì fare vela verso i porti spagnoli della Galizia da cui le navi sarebbero poi salpate per raggiungere i porti inglesi. Una volta attraversato il golfo di Biscaglia le navi facevano lunghi scali a Southampton e Londra, nel Regno d'Inghilterra, e a Bruges, nella Contea delle Fiandre. Durante il viaggio di ritorno le navi raggiungevano velocemente Cadice nei numerosi porti musulmani tra Almería, nel Sultanato di Granada e Tunisi, tra i domini della dinastia hafside. Una volta salpato da Tunisi il convoglio si dirigeva verso la Sicilia e da lì verso Venezia. La muda fu istituita nel 1315 e durò fino al 1533.

### Muda di Aigue-Mortes

Muda di Aigues-Mortes nel 1424

La muda di Aigues-Mortes fu creata per incrementare e stabilizzare i rapporti commerciali che intercorrevano tra Venezia e le città portuali francesi e aragonesi. Dopo essere approdata nelle maggiori città della costa tirrenica come Messina, Palermo, Napoli e Pisa, la muda procedeva del golfo del Leone facendo scalo nelle città comprese tra Port-de-Bouc (nei pressi di Marsiglia) e Agde, passando per Aigues-Mortes, vicino a Montpellier, talvolta la muda proseguiva verso le maggiori città della Corona d'Aragona, approdando in successione a Barcellona, Tortosa e Valencia. Fu stabilizzata nel 1412 per poi essere dismessa nel 1494, dopo 82 anni di attività.
L'istituzione della muda di Aigues-Mortes fu graduale, nel luglio del 1401 la muda delle Fiandre partì da Venezia diretta verso i porti di Londra e Bruges con un convoglio formato da sei navi, contro le cinque che salpavano solitamente. Durante il viaggio di ritorno la nave aggiuntiva si separò dal convoglio per raggiungere autonomamente 15 maggio 1402 il porto di Montpellier, dove avrebbe fatto scalo per 8 giorni. Il capitano della nave Lorenzo Contarini una volta approdato ed essersi munito dei documenti necessari precedette con il trasbordo di un carico di spezie dal valore di 100000 fiorini. Il buon esito della spedizione convinse il Senato a ripetere l'operazione anche l'anno successivo e lo scalo fu allungato fino a quindici giorni. Dopo alcuni anni di interruzione il Senato nel 1412 stabilì con decreto la muda di Aigues-Mortes; composta da una sola galea che a inizio primavera sarebbe partita da Venezia per poi costeggiare l'Italia e dirigersi nei pressi di Montpellier verso il porto di Aigues-Mortes dove avrebbe fatto scalo per diciotto giorni.

### Muda di Barberia

Muda di Barberia nel 1458.

La muda di Barberia fu creata per incrementare e stabilizzare i rapporti commerciali che intercorrevano tra Venezia e le città portuali della costa berbera, del Sultanato di Granada e della Corona d'Aragona. Partendo da Venezia la muda si dirigeva verso i porti della Sicilia aragonese e una volta fatto scalo a Siracusa salpava verso Tripoli, Gerba e Tunisi, i maggiori centri dei domini della dinastia hafside. Da Tunisi approdava poi nei porti del Regno di Tlemcen facendo scalo a Béjaïa, Algeri e Orano, poi da qui partiva alla volta di Malaga nel Sultanato di Granada per poi costeggiare la Spagna fino Valencia e Tortosa. Istituita il 10 dicembre 1436 fu dismessa nel 1533, rimanendo operativa per quasi un secolo.

### Muda del Trafego
Fu istituita nel 1460 era diretta a Tunisi e costeggiando l'Africa fino ad Alessandria d'Egitto arrivava a Beirut e Modone.

## Mude di Levante

### Muda di Siria
Toccava Cipro, Beirut e Laiazzo e operava quasi esclusivamente per il commercio del cotone.

### Muda d'Egitto
Originata nel XII secolo, salpava due volte all'anno insieme alla muda di Romania seguendo la via Egnatia. Partite da Venezia le mude costeggiavano la Dalmazia per poi dividersi a Modone, nel Peloponneso, da qui poi si dirigevano verso Creta e Cipro per poi fermarsi negli stati crociati, in particolare nelle città di Beirut, Tiro e San Giovanni d'Acri. Una volta fatto scalo negli stati crociati la muda (o parte di essa) proseguiva verso il Califfato fatimide nelle città egiziane di Damietta e Alessandria.

### Muda di Romania e mar Nero
Originata insieme alla muda d'Egitto, si divideva da questa a Modone, nel Peloponneso, da qui poi costeggiava le coste greche facendo scalo nelle città di Atene, Calcide (sull'isola di Eubea) e Tessalonica, da qui poi si dirigeva verso Abido sullo stretto dei Dardanelli per poi raggiungere la meta a Costantinopoli. Nel 1318 la muda fu istituzionalizzata e successivamente fu prolungata verso il Mar Nero, dove fino al 1450 faceva scalo a Tana e Trebisonda.